# Mordella leucospila
Mordella leucospila es una especie de coleóptero de la familia Mordellidae.

## Distribución geográfica
Habita en la isla York.